# Isidro Fainé

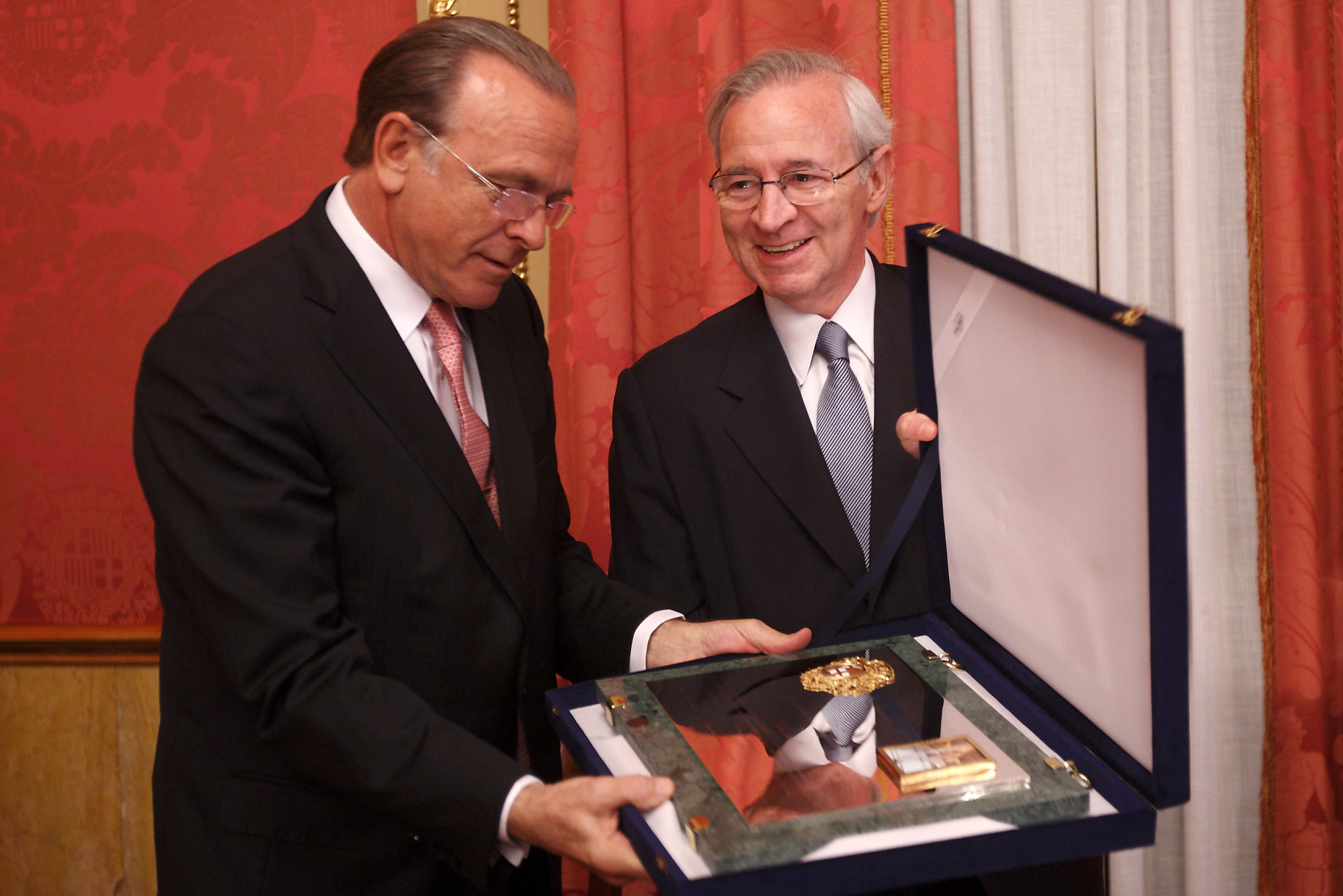
Isidro Fainé, recogiendo el Premio de la Lonja de Mar a la mejor información de sociedades mercantiles a los accionistas y al mercado, de manos del presidente de la Cámara de Comercio de Barcelona.

Isidro Fainé Casas (Manresa, Barcelona, 10 de julio de 1942) es un empresario, banquero y directivo empresarial español, presidente de Criteria Caixa y de la Fundación "la Caixa".
Anteriormente, desempeñó el cargo de presidente ejecutivo de Gas Natural Fenosa hasta el 6 de febrero de 2018, cuando pasó a presidente de honor. También fue presidente de La Caixa hasta el 30 de junio de 2016.

## Biografía

### Formación académica
Isidro Fainé es doctor en Ciencias Económicas por la Universidad de Barcelona. También es ISMP en Business Administration por la Escuela de negocios Harvard  y diplomado en Alta Dirección por el IESE Business School de la Universidad de Navarra.

### Trayectoria profesional
Inició su carrera como Director de Inversiones en el Banco Atlántico, en 1964, para posteriormente incorporarse, en 1969, como director general del Banco de Asunción en Paraguay. A continuación, regresó a Barcelona para ocupar diferentes cargos en varias entidades financieras: Director de Personal de Banca Riva y García (1973), Consejero y director general de Banca Jover (1974) y director general de Bankunión (1978).
En 1982 se incorporó a la Caixa como Subdirector General, ocupando diversos cargos. En abril de 1991 fue nombrado director general Adjunto Ejecutivo y en 1999 director general de la entidad, cuya presidencia asumió en junio de 2007.
Isidre Fainé fue presidente de CaixaBank y miembro de su Consejo de Administración hasta el año 2016. Además, sigue siendo presidente de la Fundación Bancaria “la Caixa” y de Criteria Caixa. El 21 de septiembre de 2016 fue nombrado presidente de GasNatural Fenosa Archivado el 9 de abril de 2017 en Wayback Machine.. También ocupa la presidencia de la Confederación Española de Cajas de Ahorros (CECA). Además, es vicepresidente de Telefónica, de European Savings Banks Group (ESBG) y miembro titular de la Comisión Gestora del Fondo de Garantía de Depósitos en Cajas de Ahorros.
Asimismo es Consejero de Bank of East Asia y de Suez Environnement Company. Es también Presidente de la Confederación Española de Directivos y Ejecutivos (CEDE), del Capítulo Español del Club de Roma y del Círculo Financiero.

### Fundación ”la Caixa”
Isidre Fainé es, desde el 16 de junio de 2014, el presidente de la Fundación ”la Caixa”, 
después de formar parte del proceso de desvinculación de la Fundación ”la Caixa” de la entidad bancaria y transformación de la misma en la primera fundación de Europa continental y la tercera del mundo, después de la Fundación Bill & Melinda Gates (Estados Unidos) y de Wellcome Trust (Reino Unido).
El 21 de septiembre de 2016 fue nombrado presidente de Gas Natural Fenosa. También ocupa la presidencia de la Confederación Española de Cajas de Ahorros (CECA). Además, es vicepresidente de Telefónica, de European Savings Banks Group (ESBG) y es miembro titular de la Comisión Gestora del Fondo de Garantía de Depósitos en Cajas de Ahorros. 
Asimismo, es consejero de Bank of East Asia y de Suez Environnement Company. Es también presidente de la Confederación Española de Directivos y Ejecutivos (CEDE), del Capítulo Español del Club de Roma y del Círculo Financiero.
Tras la reestructuración del grupo en 2011 que llevó a la caja de ahorros y pensiones de Barcelona a segregar su negocio en un nuevo banco, CaixaBank, Fainé asumió también la presidencia de este, así como la de la nueva filial de inversión industrial, Criteria Caixa, siendo la persona con mayor peso en el grupo en ese momento, dirigiendo las tres grandes entidades que lo conforman.

## Academias y asociaciones a las que pertenece
- Presidente del Instituto Mundial de Cajas de Ahorros y Bancos Minoristas (WSBI, por sus siglas en inglés), (Desde 2018, reelegido en 2021 por tres años).[6]
- Vicepresidente de la Real Academia de Ciencias Económicas y Financieras (octubre, 2020), tras el fallecimiento de José Juan Pintó.[7] Ya era académico de número (medalla número 7) de dicha Academia desde el 3 de diciembre de 1992.[8]
- Miembro de la Real Academia de Doctores de España desde el 13 de mayo de 1997.[9]

## Reconocimientos
- Premio Dirigente del Año, otorgado por Dirigentes Digital (junio, 2019).[10]
- Premio Forbes a la Filantropía 2018 (septiembre, 2018).[11]
- Colegiado de mérito del Colegio de Economistas de Cataluña (2007)